# Sobregrau (Gallifa)
La Masia de Can Sobregrau és una masia del municipi de Gallifa (Vallès Occidental) que forma part de l'Inventari del Patrimoni Arquitectònic de Catalunya.

## Situació
Està situada a prop i al nord-oest del poble de Gallifa, als peus i al sud-oest dels Cingles de Sant Sadurní. És a l'extrem de llevant del Bosc Gran (el bosc desaparegut en el gran incendi forestal d'agost del 2005), també a llevant del Pla del Nasi, a ponent del Turó del Mal Grau i al nord del Mal Grau. També és al nord-est del Pla del Corregidor i del Sot de la Font. És una de les masies més importants del seu terme, actualment encara en ús agropecuari i forestal.
S'hi accedeix per llargs camins de muntanya en molt bon estat que l'enllacen amb Gallifa, a través de la carretera BP-1241, en el seu punt quilomètric 7, al costat nord del pont sobre el torrent de les Maioles.

## Descripció
Masia de grans dimensions on l'antiga casa pairal es troba amagada per una edificació d'aquest segle, de més volum. Té dependències i quadres com ara la pellissa, les corts, els garatges, etc. La casa s'ha anat construint al llarg del temps sobre una base gòtica, de la que conserva elements decoratius i constructius (finestres amb escultures, porta adovellada). L'any 1860 es va ampliar adaptant la part antiga a un cert estil entre neoclàssic i romàntic. Té tres plantes i en l'actualitat és perfectament habitable.
Capella d'estil barroc i modestes proporcions amb un altar central amb la imatge de la Verge del Roser. Presenta decoració del sostre i la volta està repartida en petits compartiments iguals, separats per franges de vius colors amb representacions o advocacions de les Lletanies Lauretanes, o de la Mare de Déu.

## Història
La primera notícia documentada és de l'any 1200, quan era regent de la casa un cavaller anomenat Matheu, que degut a la seva ardidesa contra els sarraïns, fou premiat pel baró de Centelles, atorgant a Matheu un escut d'armes, blasó des d'aleshores distintiu de la família. En el 1732 Pere Sobregrau Ribé fou honorat amb el títol de Ciutadà Honrat de Barcelona. En el segle xix, una pubilla de Sobregrau es casà amb un de can Comalrena. El patronímic no desaparegué, ja que els vivents signen C. de Sobregrau. Actualment l'heretat de Sobregrau s'esforça a modernitzar l'explotació del patrimoni, que en gran part conrea directament.